# Ardisia scheryi
Ardisia scheryi är en viveväxtart som beskrevs av Cyrus Longworth Lundell. Ardisia scheryi ingår i släktet Ardisia och familjen viveväxter. Inga underarter finns listade i Catalogue of Life.